# Graham Barber
Pour les articles homonymes, voir Barber.
Graham P. Barber (né le 5 juin 1958) est un ancien arbitre anglais de football. Il débuta en première division anglaise en 1998, devint arbitre international de 1999 à 2003, et arrêta en 2004. Son premier match international fut arbitré le 18 août 1999, lors d'un match amical entre la Grèce et El Salvador à Kavala, qui se solda par une victoire des locaux (3-1). 

## Carrière
Il a officié dans des compétitions majeures :
- Charity Shield 1999
- Coupe d'Angleterre de football 2002-2003 (finale)
- Supercoupe de l'UEFA 2003